# Río Tatarka (Kalaly)
El río Tatarka (del ruso: Татарка) es un río del krai de Krasnodar, en el sur de Rusia, afluente del Kalaly, que es tributario del Yegorlyk, que lo es del Manych Occidental, de la cuenca del Don.

## Curso
Nace en las llanuras del nordeste del krai de Krasnodar, en el límite entre los raiones de Novopokróvskaya y Bélaya Glina, 5 km al sureste de Vosjod. Tiene una cuenca de 169 km² y discurre en sus 31 km de longitud en dirección predominantemente este, sin atravesar ninguna localidad hasta su desembocadura en el Kalaly a la altura de Komunar, formando la frontera entre el krai de Krasnodar y el Krasnogvardéiskoye de Stávropol.